# Dorotea Hedvika Brunšvicko-Wolfenbüttelská
Dorotea Hedvika Brunšvicko-Wolfenbüttelská (3. února 1587 – 16. října 1609) byla sňatkem anhaltsko-zerbstskou kněžnou.

## Život
Narodila se jako nejstarší potomek vévody Jindřicha Julia Brunšvicko-Lüneburského a jeho první manželky Dorotei Saské, která zemřela při porodu. Dorotea se ve svém rodném městě 29. prosince 1605 jako osmnáctiletá provdala za knížete Rudolfa Anhaltsko-Zerbstského. Během téměř čtyřletého manželství se jim narodily čtyři dcery. Při čtvrtém porodu mladá kněžna ve věku 22 let v Zerbstu umírá spolu s novorozenou dcerou.

## Potomci
- 1. mrtvě narozená dcera (*/† 12. 9. 1606 Zerbst)[1]
- 2. Dorotea Anhaltsko-Zerbstská (25. 9. 1607 Zerbst – 26. 9. 1634 Hitzacker)[2]
⚭ 1623 August Brunšvicko-Wolfenbüttelský (10. 4. 1579 Dannenberg – 17. 9. 1666 Wolfenbüttel), vévoda brunšvicko-lüneburský a kníže brunšvicko-wolfenbüttelský[3][4]
- 3. Eleonora Anhaltsko-Zerbstská (10. 11. 1608 Zerbst – 2. 11. 1681 Als)[5][6]
⚭ 1632 Fridrich Šlesvicko-Holštýnsko-Sonderbursko-Norburský (26. 11. 1581 Sønderborg – 22. 7. 1658 Nordborg), vévoda šlesvicko-holštýnsko-sonderbursko-norburský[7][8]
- 4. mrtvě narozená dcera (*/† 16. 10. 1609 Zerbst)[9]